# La segunda casaca
La segunda casaca es la tercera novela de la segunda serie de los Episodios Nacionales de Benito Pérez Galdós. 

## Descripción
Terminada en 1875 y publicada al inicio de 1876, narra los acontecimientos que llevaron al inicio del Trienio Liberal,presentados por una trama folletinesca en la que participan los principales personajes de esta serie: Salvador Monsalud y su antónimo, el guerrillero Carlos Navarro, el entorno absolutista de la familia Baraona y el incombustible Juan Bragas que en este episodio cambia oportunamente de bando. Imitando al inmoral covachuelista, Fernando VII de España, aterrorizado por el éxito inicial de la sublevación de Rafael de Riego en enero de 1820, y haciendo gala de «todas y cada una de sus ‘defectuosas virtudes’»,jura la Constitución que había revocado ocho años antes –sumiendo a España en uno de sus más agudos periodos de terror político y persecuciones–,y hace público el manifiesto que contiene la famosa frase del “rey Felón”: «Marchemos francamente, y yo el primero, por la senda constitucional».
En esta entrega, Galdós le ha concedido la responsabilidad y honor de cronista al camaleónico Juan Bragas (o Juan de Pipaón, como a él le gusta que le llamen) que construye un relato cínico y tragicómico de los hechos antes referidos, alternados con descripciones de los calabozos de una Inquisición agonizante y las algaradas callejeras, entretejidos en la trama folletinesca de los principales personajes de la segunda serie y compensados con escenas palaciegas y sesiones del club revolucionario. Como señala Ortiz-Armengol, destaca el análisis cínico del Pipaón cortesano que según su propia explicación fue «absolutista en su momento, y liberal en el suyo, como ha de ser».

El 10 apareció el Manifiesto en que están las célebres palabras: Marchemos francamente, y yo el primero, por la senda constitucional. El 14 dio D. Carlos su programa al ejército, congratulándose del juramento de la Constitución. El mismo día 9 nombró Su Majestad la Junta provisional consultiva que debía suplir al Ministerio mientras este se formaba, y tuve tan buena mano y tacto, que me congracié soberanamente con todos y cada uno de los esclarecidos individuos de ella, en tales términos, que no sabían cómo recompensar mis servicios. Estos eran importantísimos. Yo estaba siempre en primer término; yo salía siempre al encuentro de todo; yo era la previsión, el cálculo, la prudencia. Híceme de tal modo necesario, que mi nombre sonaba aquí y allí donde quiera que ocurrían dificultades. Debía esto a mi tino para todo, a mi destreza y experiencia suma de los hombres y las cosas. Por eso supe encaramarme dentro de la revolución a puestos tan altos como los que ocupé dentro del absolutismo, y en uno de los primeros consejos de ministros que se celebraron se acordó darme la plaza de consejero, en premio de los servicios que había prestado al liberalismo, y como compensación de las horribles persecuciones de que había sido objeto.

¡Ventura incomparable! ¡Qué bien sentaba a mi gallardo cuerpo la nueva casaca! ¡Cómo me reía yo de D. Buenaventura y de todos aquellos vanidosos prohombres que me habían postergado en 1819! Ellos purgaban sus culpas con la ignominia que les resultaba de humillarse ante la revolución, después de haberle combatido hasta el último momento. Verdad es que pronto le declararon nueva guerra; pero fue porque la revolución, despreciándoles, no quiso nada de ellos ni con ellos.

Largo tiempo estuve en gracia con la revolución, la cual no era tan fiera como nos la pintábamos los absolutistas cuando la combatíamos. ¡Matrona más condescendiente no la vieron mis ojos! ¡Qué excelente señora! En muchas, en muchísimas cosas del Gobierno apenas se conocía su existencia. Verdad es que sus noveles servidores hacíamos lo posible por ponerle una venda en los ojos para que nada viese y renunciase a la fatal manía de innovar, que era su flaco. Con mi nuevo y flamante destino renació la dicha en mi alma y la holgura en mi casa, que ya se iba desmejorando con el largo vagar; me vi de nuevo favorecido y adulado por grandes y chicos, y Su Majestad me mandó asistir a sus tertulias. El pobrecito no podía pasarse sin mí.
 (memorias de Juan de Pipaón)  Capítulo 26, Galdós (1875)